# Nokia 2680 Slide
Nokia 2680 Slide – dwuzakresowy telefon komórkowy wyprodukowany przez firmę Nokia posiadający aparat fotograficzny o rozdzielczości VGA, radio FM, technologię Bluetooth, dostęp do poczty E-mail i mobilnego internetu (WAP). Ponadto Nokia 2680 obsługuje MMSy i technologię Nokia Xpress Audio Messaging umożliwiająca nagrywanie i edycję wiadomości "w locie".

## Specyfikacja techniczna

### Najważniejsze cechy
- aparat fotograficzny VGA
- Wyświetlacz TFT o rozdzielczości 128x160 pikseli w 65 tys. kolorów.
- MMS i Bluetooth
- kalendarz, notatnik, program do bilansowania wydatków
- Łączność z internetem w technologii GPRS
- Synchronizacja kalendarza, kontaktów i obrazów z komputerem osobistym

### Możliwości multimedialne
- Odtwarzanie i nagrywanie wideo.
- Przesyłanie obrazów przez MMS, Bluetooth lub przeglądarkę internetową.
- Stereofoniczne radio FM
- dzwonki MP3 and AAC
- animowane tapety o wygaszacze ekranu

### Oprogramowanie
- gry i programy w  JavaTM MIDP 2.0
- Przeglądarka internetowa
- WAP 2.0

### Łączność
- Bluetooth 2.0
- GPRS: Multi-slot class 10
- EGPRS: Multi-slot class 6
- Nokia Software Market

### Wiadomości
- Nokia Xpress Audio messaging
- Słownik T9
- MMS 1.2
- Instant messaging

### Pamięć
- Combo 32 MB Flash
- 4 MB SDRAM

### Zarządzanie energią
- Bateria: BL-4S
- Pojemność baterii: 860mAh
- Czas rozmów: do 3.43 godziny
- Czas czuwania: do 419 godzin

### Wymiary
- Masa: 94.5 g (z baterią)
- Długość: 99 mm
- Szerokość: 47 mm
- Grubość: 15.5 mm